# Written on Skin
Written on Skin è un'opera del compositore britannico George Benjamin. Ha avuto la sua prima rappresentazione al Festival di Aix-en-Provence nel 2012 e la prima inglese è stata alla Royal Opera House di Londra nel marzo 2013; Benjamin ha diretto entrambe le produzioni. Nel decennio successivo l'opera ha avuto oltre 100 rappresentazioni nei maggiori teatri del mondo 
Il libretto di Martin Crimp si basa sulla leggenda del trovatore Guillaume de Cabestanh; la storia si ripete anche nel Decameron di Giovanni Boccaccio. L'azione si svolge nel XII secolo in Provenza, raccontando il classico triangolo adulterino formato da “lei, lui e l’altro”: un ricco latifondista, il Protettore, incarica il giovane artista Boy di realizzare un libro miniato che magnifichi le gesta della sua famiglia. Ma il manoscritto e il suo creatore diventano la scintilla della ribellione di Agnès, moglie del Protettore, che si innamora di Boy e lo spinge a rappresentare nel libro la loro relazione adulterina. Quando il marito vede le illustrazioni, capisce la verità e accecato dalla rabbia uccide il ragazzo costringendo la moglie a mangiarne il cuore. In un ultimo atto di ribellione Agnès si getta dal balcone. Tre enigmatici angeli commentano l'intera vicenda dal punto di vista del XXI secolo.
Il successo di Written on Skin ha spinto la Royal Opera a commissionare una nuova opera, di lunghezza normale, a Crimp e Benjamin, Lessons in Love and Violence, che ha avuto la prima rappresentazione nel maggio 2018 alla Royal Opera House di Londra.

## Ruoli
| Ruolo                | Tipo voce      | Cast della prima, Aix-en-Provence Luglio 2012 (Direttore: George Benjamin) | Cast della prima inglese, Royal Opera House 16 marzo 2013 (Direttore: George Benjamin) | Cast della prima italiana, Accademia Nazionale di Santa Cecilia 22 maggio 2025 (Direttore: Lawrence Renes) |
| -------------------- | -------------- | -------------------------------------------------------------------------- | -------------------------------------------------------------------------------------- | --- |
| Agnès                | soprano        | Barbara Hannigan                                                           | Barbara Hannigan                                                                       | Susanne Elmark                                                                                             |
| Protettore           | basso/baritone | Christopher Purves                                                         | Christopher Purves                                                                     | Mark Stone                                                                                                 |
| Primo Angelo/Ragazzo | controtenore   | Bejun Mehta                                                                | Bejun Mehta                                                                            | Hugh Cutting                                                                                               |
| Secondo Angelo/Marie | mezzosoprano   | Rebecca Jo Loeb                                                            | Victoria Simmonds                                                                      | Judith Thielsen                                                                                            |
| Terzo Angelo/John    | tenore         | Allan Clayton                                                              | Allan Clayton                                                                          | Leonardo Cortellazzi                                                                                       |